# Union sportive municipale d'Aït-Melloul
Maillots
L'Union Sportive Municipale d'Aït-Melloul (en arabe : الاتحاد الرياضي البلدي لآيت ملول), plus couramment abrégé en USMA Melloul, est un club marocain omnisports fondé en 1999 et basé dans la ville d'Aït Melloul. 
Son équipe de football évolue en Championnat du Maroc de football de quatrième division (Botola Amateurs 2) actuellement.

## Histoire
L'Union Sportive Municipale d'Aït-Melloul est fondé le 7 juillet 1999 à la suite de la fusion des deux clubs locaux de la municipalité d'Aït Melloul, le Chabab d'Aït-Melloul (CAM) et le Club Sportif d'Aït-Melloul (CSAM).
L'USMAM, le club sportif de la ville d’Aït Melloul, (12 km d’Agadir) au sud du Maroc, est un club promoteur avec des moyens financiers considérables. Sponsorisé  par la Municipalité d’Aït Melloul et les sociétés et usines de la ville (parmi les premières de l’industrie agro-alimentaire du royaume), notamment la coopérative d’Azro (production, emballage et exportation de tomates), le club compte déjà plus que 260 joueurs au sein de sa section football (Senior, Junior, Cadet, Minimes, Petit) et est classé parmi les meilleurs clubs cyclistes marocains.[réf. nécessaire]
L'USMAM reprend également d'autres sports : le volley-ball, l’athlétisme, le cyclisme, la pétanque, les échecs et le full-contact.
Le dimanche 5 avril 2009 est une date historique pour le club, puisque l'Union Ait Melloul bat le Raja Casablanca en Coupe du Trône à Casablanca lors d'un match historique des seizièmes de finale de la Coupe du Maroc.
Le samedi 17 juillet 2010 est également une date historique pour le club, puisque celui-ci se voit promu pour la première fois de son histoire en deuxième division (GNF2).